# MBK Entertainment
MBK Entertainment (kor. MBK 엔터테인먼트) – południowokoreańska agencja rozrywkowa założona w 2007 roku przez Kim Kwang-soo. Wytwórnia muzyczna była wcześniej znana jako Core Contents Media i powstała 9 stycznia 2007 roku jako podwytwórnia CJ E&M Music.
1 października 2014 roku wytwórnia została nabyta przez MBK Co., Ltd. (wcześniej CS ELSOLAR Co., Ltd.) oraz przemianowana z Core Contents Media na MBK Entertainment. Zmiana nazwy została sfinalizowana 16 listopada, kiedy to została uruchomiona nowa strona internetowa. MBK jest skrótem od „Music Beyond Korea”.

## Spółki zależne
- Maroo Entertainment (2007–2010)
- DAP Sound (od 2014)
- PocketDol Studio (od 2017)

## Artyści

### Grupy
- DIA

### Aktorzy
- Jung Chae-yeon

### PocketDol Studio
- Cho Seung-hee (od 2013)
- Song Ga-in (od 2019)
- Venus (od 2019)
- Hong Ja (od 2019)
- H&D (od 2020)
- BAE173 (od 2020)

## Byli artyści

### Zespoły i soliści
- 2006–09: SG Wannabe
- 2006–10: Lee Hyo-ri
- 2006–11: SeeYa (zespół rozwiązany)
- 2008–11: Miss $
- 2007–12: Black Pearl (zespół rozwiązany)
- 2009–12: Hong Jin-young
- 2009–13: Yangpa
- 2010–13: Coed School (zespół rozwiązany)
- 2008–14: Davichi
- 2012–14: Gangkiz (zespół rozwiązany)
- 2010–15: Taewoon (Coed School, SPEED)
- F-ve Dolls (2011–15; zespół rozwiązany)
  - Ryu Hyo-young (2010–16)
- The SeeYa (2012–15; zespół rozwiązany)
- Koh Na-young (2015)
- Kwang Toh (2014–15)
- SPEED (2012–16; zespół rozwiązany)
- HighBrow (2015–2016)
- Nutaz (2014–2017)
- T-ARA (QBS, T-ara N4; 2009–2017)
  - Ryu Hwa-young (2010–2012)
  - Lee Ah-reum (2012–2013)
  - Boram (2009–2017)
  - Soyeon (2009–2017)
  - Qri (2009–2017)
  - Eunjung (2009–2017)
  - Hyomin (2009–2017)
  - Jiyeon (2009–2017)
- DIA
  - Cho Seung-hee (2013–2016)
  - Eunjin (2013–2018)
  - Jenny (2015–2019)
- UNI.T (2018)
- UNB (2018–2019)
- Shannon (2011–2019)
- Kim Da-ni (2012–2019)
- 1the9 (2019–2020)

### Byli aktorzy
- No Min-woo (2009–2012)
- Nam Gyu-ri (SeeYa) (2006–2014)
- Ha Seok-jin (20??–2015)
- Choi Soo-eun (Gangkiz) (2012–2015)
- Lee Hae-in (Gangkiz) (2012–2016)
- Kim Gyu-ri (2014–2016)
- Son Ho-jun (20??–2016)
- Baek Da-eun (2016)
- Kim Ga-hwa (Gangkiz) (2012–2017)
- Kim Min-chae (2014–2017)
- Yoon So-ra (2014–2017)
- Kim Min-hyung (2014–2017)
- Jun Jae-hyun (Gangkiz) (2012–2017)
- Moon Hee-kyung (2015–2017)
- Park Se-jun (2016–2018)
- Park Sang-won (20??–2019)
- Kim Yu-hwan (2012–2019)